# Microsoft Dynamics
Microsoft Dynamics — це лінійка продуктів програмного забезпечення для бізнесу від корпорації Microsoft. Спочатку вона існувала під кодовою назвою Project Green. А у вересні 2005 року Microsoft Dynamics
замінила старий бренд Microsoft Business Solutions.
До Microsoft Dynamics входять такі програмні продукти:
- Управління відносинами з клієнтами
  - Microsoft Dynamics CRM
- Управління ресурсами підприємства
  - Microsoft Dynamics 365 Business Central[en]
  - Microsoft Dynamics AX (попередня назва Axapta)
  - Microsoft Dynamics GP (попередня назва Great Plains)
  - Microsoft Dynamics NAV (попередня назва Navision)
  - Microsoft Dynamics SL (попередня назва Solomon)
- Управління роздрібним підприємством
  - Microsoft Retail Management System (попередня назва QuickSell)

В Україні Microsoft Dynamics представлена такими рішеннями: Microsoft Dynamics AX, Microsoft Dynamics NAV та Microsoft Dynamics CRM. Напрямок Microsoft Business Solutions тут було офіційно відкрито у травні 2006 року. Наразі рішення на базі Microsoft Dynamics використовуються у понад 100 українських компаніях.

## Виноски
1. ↑  Microsoft Introduces Microsoft Dynamics Brand [Архівовано 9 квітня 2008 у Wayback Machine.] (англ.)
2. ↑  Напрям Microsoft Business Solutions відкрито в Україні
3. ↑  Рішення Microsoft Dynamics. Архів оригіналу за 3 квітня 2008. Процитовано 9 квітня 2008.